# Automotrice A2n 001
L'automotrice A2n 001 era un rotabile sperimentale realizzato in Italia dal consorzio CaFiCi nel 1982. Collaudato e provato su diverse ferrovie regionali, tale veicolo non entrò mai in servizio regolare.

## Caratteristiche tecniche
L'automotrice fu concepita sfruttando l'esperienza messa a punto nella costruzione di veicoli rimorchiati a due piani maturata 
in Italia dalle officine Casaralta (Bologna) su licenza della CIMT Lorraine, dai cui treni in servizio sulla "banlieue"  parigina erano stati derivati analoghi convogli, dalla sagoma leggermente più rastremata, realizzati per le Ferrovie Nord Milano prima e per le Ferrovie dello Stato poi.
Il concetto alla base dell'esperimento era la ricerca su un rotabile, pur leggero, dalla capacità di trasporto superiore rispetto alle automotrici utilizzate all'epoca. L'obiettivo prefissato era quello di offrire una capacità di trasporto relativamente elevata su linee a scarso traffico, stimata in circa 40-50% di passeggeri in più rispetto ad un'equivalente automotrice tradizionale, pur in presenza di consumi ridotti ed un risparmio di circa il 20% nell'investimento e nei costi di gestione.
Nacque così un'inusitata automotrice motorizzata su un unico carrello che nella foggia esteriore richiamava le citate carrozze a due piani. L'esemplare fu realizzato ad opera di una società denominata CaFiCi International, con sede a Ginevra, dalle iniziali dei tre soci che lo costituirono ossia le citate Casaralta e CIMT Lorraine assieme alla allora FIAT Ferroviaria di Savigliano, specialista nella costruzione di materiale leggero.
La motorizzazione fu fornita da FIAT (propulsore IVECO 828 SRI a 4 tempi, 8 cilindri a V) ed interessò solo uno dei due carrelli, a loro volta derivati da quelli in servizio sulle carrozze a due piani allora in corso di consegna da Casaralta, con sospensione pneumatica secondaria e frenatura mista a ceppi e dischi.
La disposizione degli spazi era tale da creare in pratica 4 distinti spazi: i due vestiboli consentivano di accedere agli scomparti di estremità, dalla capacità complessiva di 17, e ai due piani centrali, dalla capacità rispettivamente di 60 posti quello superiore e di 48 quello inferiore.

## Storia
Uscito di fabbrica nel 1982, il veicolo fu provato l'anno seguente su alcune linee piemontesi, percorrendo più volte le tratte Torino-Trofarello e Fossano-Limone Piemonte.
Nel 1984, dopo alcune settimane di prova sulla rete ACT di Reggio Emilia e lungo la ferrovia Suzzara-Ferrara (FSF), l'automotrice si trasferì nuovamente in Piemonte e in Costa Azzurra, dove per conto della SNCF effettò diverse corse prova sulla Cuneo-Nizza; la scarsa potenza dell'unico motore fu messa a dura prova dalle rampe imposte dalle Alpi Marittime, evidenziando prestazioni non brillanti.
La FIAT organizzò in seguito, nel 1986, un'ulteriore serie di corse prova sulla ferrovia Brescia-Iseo-Edolo, allora esercita dalla SNFT che la giudicò a sua volta inadatta per gli impegnativi servizi della Val Camonica.
Nel medesimo periodo, con la formula del prestito d'uso, l'automotrice fu utilizzata anche dalla SATTI per servizi sulla ferrovia Canavesana.
Il primo acquirente per l'A2n 001 si presentò nel 1988, quando l'associazione svizzera Vapeur Val-de-Travers l'acquistò e la fece trasferire nel proprio deposito di Neuchâtel utilizzandola peraltro in maniera occasionale.
Un nuovo passaggio di proprietà si ebbe nel 1997, quando l'automotrice fu acquistata dalla SNIM - Società Nazionale Industrie e Miniere della Mauritania che, previa installazione dell'aria condizionata (al 2024 fuori uso), intese impiegarla ancora una volta in un servizio turistico, sulla relazione Nouadhibou-Zouérate. All'automotrice venne anche aggiunto un gancio di trazione S-A3, ampiamente utilizzato dalle ferrovie mauritane.
A causa delle prestazioni non elevate e della sua natura di esemplare unico l'automotrice fu infine smotorizzata e nel 2024 risultava saltuariamente impiegata come rimorchiata sul servizio turistico "Il treno del deserto" (in francese, "Le train du desert"). All'interno l'automotrice è stata arredata come salotto e sala da pranzo utilizzando un arrendamento caratteristico. Rimangono invece parte delle sedute originali al piano superiore, mentre la cabina, di cui rimane il banco di guida, viene utilizzata come ripostiglio.